# 国際スポーツカイロプラクティック連盟
国際スポーツカイロプラクティック連盟（こくさいスポーツカイロプラクティックれんめい、英語: The International Federation of Sports Chiropractic、フランス語: Fédération Internationale de Chiropratique du Sport、略称： FICS又は、F.I.C.S.）は、1987年ロンドンで開催された国際スポーツカイロプラクティック首脳会議(Meeting of national sports chiropractic leaders)で設立されたスポーツカイロプラクティックの世界団体。スポーツアコードの準会員に所属している。
1998年のF.I.C.S.規約改正 により、F.I.C.S.への登録が個人登録から各国団体によるものとなり、2001年に日本に、FICSの日本支部の日本スポーツカイロプラクティック連盟が設立される。

## 沿革
- 1987年3月 - アメリカのニュージャージー州で設立[1][5]。
- 1987年9月 - ロンドンでの会議で、正式に組織化される[5]。
- 1998年 - スイスローザンヌに本部が移転する。

## 本部
スイス ローザンヌ 

## 事務局
カナダ トロント 

## FICS加盟の団体
現在、29カ国または地域のスポーツカイロプラクティック団体がある。
- オーストラリア
  - Sports Chiropractic Australia
- ベルギー
  - Belgium Chiropractic Sports Council
- ブラジル
  - Brazilian Chiropractic Sports Council
- カナダ
  - Royal College of Chiropractic Sports Sciences
- キプロス
  - Cyprus Chiropractic Sports Council
- ドイツ
  - German Chiropractic Sports Council
- ガーナ
  - Ghana Chiropractic Sports Council
- ギリシャ
  - Hellenic Chiropractic Sports Council
- 香港
  - Sports Chiropractic Council of Hong Kong China
- イラン
  - Iran Chiropractic Sports Association
- イスラエル
  - Israeli Chiropractic Sports Council
- イタリア
  - Italian Chiropractic Sports Council
- 日本
  - 日本スポーツカイロプラクティック連盟
- ケニア
  - Kenya Chiropractic Sports Council
- メキシコ
  - Federacion Mexicana de Quiropractica Deportiva
- ナミビア
  - Namibia Chiropractic Sports Association
- オランダ
  - Nederlandse Vereniging Sport Chiropractie
- ニュージーランド
  - New Zealand Sports Chiropractic Council
- ノルウェー
  - Norwegian Chiropractic Sports Council
- フィリピン
  - Philippines Chiropractic Sports Council
- ポルトガル
  - Portuguese Chiropractic Sports Council
- プエルトリコ
  - Puerto Rico Sports Association
- 南アフリカ共和国
  - Chirosport SA
- スウェーデン
  - Swedish Chiropractic Sports Council
- スイス
  - Swiss Chiropractic Sports Council
- 台湾
  - Taiwan Chiropractic Sports Council
- トルコ
  - Turkish Chiropractic Sports Council
- イギリス
  - Royal College of Chiropractors Sport and Exercise Faculty
- アメリカ合衆国
  - American Chiropractic Association Sports Council